# Conclaaf van 1389
Het conclaaf van 1389 vond plaats van 25 oktober tot 2 november 1389 in het Apostolisch Paleis te Rome, en volgde op de dood van paus Urbanus VI op 15 oktober 1389. Het conclaaf leidde tot de verkiezing van Piero Tomacelli als paus Bonifatius IX.

## Deelnemende kardinalen
Dit conclaaf was uniek in de kerkgeschiedenis, aangezien alle deelnemende kardinalen waren benoemd door Urbanus VI zelf. Geen van de overgebleven kardinalen, benoemd door eerdere pausen, werden door Urbanus VI als legitiem erkend, wat een gevolg was van het Westers Schisma. Bovendien had Urbanus VI vier van zijn eigen benoemingen afgezet, en drie kardinalen waren afwezig, waardoor slechts zestien kardinaal-electoren overbleven. Van de zestien kardinalen die door Urbanus VI waren benoemd, namen er dus dertien deel aan het conclaaf:
- Francesco Moricotti Prignani, kardinaal-bisschop van Palestrina en decaan van het College van Kardinalen
- Andrea Bontempi Martini, kardinaal-priester van Ss. Marcellino e Pietro
- Poncello Orsini, kardinaal-priester van S. Clemente
- Pietro Tomacelli, kardinaal-priester van S. Anastasia, die uiteindelijk werd gekozen tot paus Bonifatius IX
- Angelo Acciaioli, kardinaal-priester van S. Lorenzo in Damaso
- Francesco Carbone Tomacelli, O.Cist., kardinaal-priester van S. Susanna
- Stefano Palosio, kardinaal-priester van S. Marcello
- Tommaso Orsini dei Conti di Manupello, kardinaal-diaken van S. Maria in Domnica
- Francesco Renzio, kardinaal-diaken van S. Eustachio
- Marino Bulcani, kardinaal-diaken van S. Maria Nuova
- Rinaldo Brancaccio, kardinaal-diaken van Ss. Vito e Modesto
- Ludovico Fieschi, kardinaal-diaken van S. Adriano
- Angelo d'Anna de Sommariva, kardinaal-diaken van S. Lucia in Septisolio

Drie kardinalen waren afwezig:
- Philippe van Alençon, kardinaal-bisschop van Ostia e Velletri
- Adam Easton, O.S.B., kardinaal-priester van S. Cecilia
- Valentin d'Alsan, kardinaal-priester van Ss. IV Coronati (of S. Sabina)

## Verloop en nasleep
Het conclaaf begon op 25 oktober 1389 met twaalf aanwezige kardinalen; op 27 oktober arriveerde kardinaal Bontempi, waarmee het totaal op dertien kwam. Aanvankelijk waren Angelo Acciaioli en Tommaso Orsini dei Conti de belangrijkste kandidaten, elk met zes stemmen. Echter, geruchten over simonie (het kopen of verkopen van kerkelijke ambten) leidden tot bezorgdheid onder de kardinalen en de Romeinse bevolking. De autoriteiten dreigden zelfs met de doodstraf voor kardinalen die zich aan simonie schuldig zouden maken.
Uiteindelijk erkenden zowel Acciaioli als Orsini dat zij niet de vereiste meerderheid konden behalen. Op 2 november werd Pietro Tomacelli unaniem gekozen als compromis-kandidaat. Hij was destijds nog geen bisschop en ontving op 9 november de bisschopswijding van Francesco Moricotti Prignani. Op dezelfde dag werd hij door kardinaal Tommaso Orsini gekroond tot paus Bonifatius IX.